# Sjostedtiella vittinota
Sjostedtiella vittinota är en stekelart som beskrevs av Morley 1926. Sjostedtiella vittinota ingår i släktet Sjostedtiella och familjen brokparasitsteklar. Inga underarter finns listade i Catalogue of Life.